# Национальная и университетская библиотека Словении
Национальная и университетская библиотека  (словен. Narodna in univerzitetna knjižnica, NUK), основанная в 1774 году, — один из важнейших образовательных и культурных учреждений Словении. Она располагается в центре столицы Любляна, между улицами Турьяшка (Turjaška ulica), Госпоска (Gosposka ulica) и Вегова (Vegova ulica), в здании, построенном по проекту архитектора Йоже Плечника между 1936 и 1941 годами. Здание считается одним из величайших творений Плечника. Согласно Акту об обязательном копировании публикаций, издатели в Словении обязаны предоставить копию любой их публикации в национальную и университетскую библиотеку. В 2011 году в библиотеке хранилось около 1 307 000 книг, 8 700 рукописей и множество других текстовых, визуальных и мультимедийных единиц хранения, библиотека также подписана (в 2010) на около 7900 периодических изданий. Книги и другие материалы содержатся в хранилищах на улице Турьяшка (Turjaška ulica) и улице Лескошек (Leskoškova cesta). Имеются проблемы с местом хранения, поэтому в ближайшем будущем планируется построить новое современное здание в окрестностях библиотеки.

## История
Около 1774 года после упразднения Ордена иезуитов образовалась Лицейская библиотека на остатках от Иезуитской и нескольких монастырских библиотек. Она была основана согласно декрету императрицы Марии Терезии. Предоставление экземпляров и копий публикаций Лицейской библиотеке стало обязательным по решению австрийского суда в 1807 году, издававшихся только в Крайне, за исключением короткого периода французской оккупации, когда в библиотеку поступали копии со всех Иллирийских провинций. В 1919 году библиотека стала называться Государственной справочной и начала собирать копии со всей Словении. В том же году был основан Люблянский университет (первый словенский университет) и библиотека стала также обслуживать и его нужды. В 1921 году стало обязательным предоставлять экземпляры публикаций, издававшихся во всей Югославии. Библиотека была названа Университетской в 1938 году.

## Архитектура
С 1791 года библиотека располагалась в здании Люблянского лицея. В 1919 году дополнительное временное помещение было выделено в здании Полянской гимназии. В 1930—1931 годах проект нового здания для библиотеки разрабатывался архитектором Йоже Плечником. Первоначальный проект встретил сопротивление югославских властей в Белграде. Однако постоянные студенческие протесты и демонстрации оказали своё давление, и новое строение было возведено между 1936 и 1941 годами компанией Матко Курка.

## Награды
- Орден «За исключительные заслуги» (28 мая 2024 года, Словения) — за неоценимую роль в становлении и сохранении словенской национальной идентичности и культурного наследия, а также в развитии профессии библиотекаря и деятельности университетской библиотеки к 250-летию её деятельности[8]